# Лабско поље
Лабско поље (алб. Krahina e Llapit) је крашко поље које се налази на истоку Косова. Лабско поље у најширем смислу чини слив реке Лаб. Извор реке Лаб је на планини Копаоник на северу и западу, а улива се у реку Ситницу у Великој Реци, на северозападу Приштине. Топографска слив Лаб покрива површину од 945,4 km. Ова област приближно одговара административној територији општине Подујево. Подујево као град у Лапском пољу је најважнији привредни, политички, административни, образовни, културни и здравствени центар. Око 120 села налази се у овом региону, иако нека од њих административно припадају граду Приштини или општинама Вучитрн или Косовска Митровица. Општина Подујево обухвата 78 села.

## Значајне особе
- Фадиљ Вокри
- Адем Демаћи
- Фатмир Сејдију
- Гранит Џака